# 蔡宁林
蔡宁林（1934年4月3日—1996年2月10日），男，江苏川沙（今属上海）人，中华人民共和国政治人物，曾任福建省副省长兼计委主任、常务副省长兼体改委主任、省委常委、省政府党组副书记，中华人民共和国物资部副部长，第八届全国政协委员。
1996年2月10日，因病医治无效，在北京去世